# Morawsko (województwo podkarpackie)
Morawsko – wieś w Polsce położona w województwie podkarpackim, w powiecie jarosławskim, w gminie Jarosław.
W latach 1975–1998 miejscowość administracyjnie należała do województwa przemyskiego.

## Położenie
Morawsko leży w środkowej części powiatu jarosławskiego, w dolinie Sanu, nad Łęgiem Morawskim, oddalone od miasta Jarosław w odległości około 10 km w kierunku południowym. Graniczy z Łowcami, Chłopicami, Kidałowicami, Muniną i Tuczempami.

## Historia
Na terenie dzisiejszego Morawska odkryto kurhan ceramiki sznurowej sprzed 2,5 tysiąca lat p.n.e. Morawsko zostało założone w 1330 roku początkowo jako przysiółek Łowiec. Wieś założył w 1420 Jan Morawski. W 1592 roku wieś była wzmiankowana jako Wola Modliszewska.  Morawsko jest wzmiankowane w regestrach poborowych, które zapisali poborcy podatkowi ziemi przemyskiej w latach: 1508 (własność Marcina Morawskiego), 1515, 1589 (własność w części: Stanisława Syczyńskiego i Marcina Morawskiego), 1651, 1658. W 1674 roku Morawsko było wzmiankowane razem z Kidałowicami, gdzie łącznie było 84 domy.
Po 1606 roku Morawsko i Kidałowice zakupiła księżna Anna Ostrogska, a w 1611 roku przekazała te wsie na uposażenie klasztorowi benedyktynek w Jarosławiu. W 1782 rząd austriacki skasował klasztor benedyktynek, a Morawsko i Kidałowice zakupił na licytacji Karol Gottlieb Litzke. Jego córką była Elżbieta Litzke, którą poślubił Jan Fryderyk Runge i stał się właścicielem tych majątków. Po jego śmierci, która nastąpiła w 1838 r., majątek odziedziczył jego syn, Robert Runge. W 1862 roku majątek zakupił Zygmunt Małachowski, ale w 1876 roku sprzedał Melitonowi, będąc do 1880 roku jego dzierżawcą. Meliton sprzedał majątek w 1883 roku. W 1890 roku właścicielami byli już Majer i Rebeka Robinsohn, a w 1897 roku spadkobiercy Rebeki Robinsohn. Następnymi właścicielami byli Koperniccy. W latach 1904–1923 właścicielem Morawska był Władysław Kopecki, a w latach 1923–1940 Adam Kopecki.
W 1898 roku wybrano zwierzchność gminną, której naczelnikiem został Feliks Nietrzeba, a w 137 domach było zamieszkałych 832 osoby. W 1921 roku w Morawsku było 210 domów.
W sierpniu 1937 miał miejsce dziesięciodniowy strajk chłopski gminy Morawsko, który został krwawo stłumiony. Śmiertelną ofiarą strzałów policji był 50-letni Szymon Dupel.
W latach 1934–1954 wieś należała do Gminy Munina, a w latach 1954–1972 do Gromady Munina, a od 1 stycznia 1973 roku do gminy Jarosław. Elektryfikację wsi przeprowadzono pod koniec lat 60. XX wieku i unowocześniono w 1997. Wybudowano drogę, Dom Ludowy i kościół wraz z plebanią (1993–1998). Nową szkołę i boisko sportowe oddano do użytku w 2002.

## Kościół
Miejscowość jest siedzibą rzymskokatolickiej parafii Niepokalanego Serca Najświętszej Maryi Panny. W latach 1991–1992 administratorem parafii był ks. Jan Niemiec.

## Oświata
Początki szkolnictwa w Morawsku są datowane na 1861 rok gdy została utworzona szkoła trywialna. 7 czerwca 1874 roku reskryptem rady szkolnej krajowej została zorganizowana szkoła 1-klasowa. Od 1907 roku szkoła posiadała nauczycieli pomocniczych, którymi byli: Maria Hebda (1907–1912), Stanisława Mołoń (1912–1913), Aniela Sorysowa (1913–1914?). W 1931 roku ukończono budowę nowej szkoły. 20 kwietnia 2004 roku szkoła otrzymała imię bł. ks. Jana Balickiego.
Przy szkole zostały zasadzone Dęby Pamięci, honorujące ofiary zbrodni katyńskiej; upamiętnieni zostali bracia Adam Kopecki i Stefan Kopecki.
Kierownicy i dyrektorzy.
1861–1865. Wojciech Guzik.
1865–1866. Stefan Takliński.
1867–1871. Karol Kirchner.
1871–1875. Ludwik Kirszner.
1875–1876. Emil Bańkowski.
1876–1885. Michał Gołogórski.
1885–1893. Waleria Modelska.
1893–1912. Antoni Raś.
1912–1913. Maria Hebda.
1913–1914(?). Stanisław Sorys.
1922–1931. Julia Bochaczykowa.
1931–1939. Zdzisław Krsek.
1963–1964. Zbigniew Bury.
1964–1991. Tadeusz Gajewski.
1991–2018. Grażyna Młynarska.
2018– nadal Alicja Gwóźdź.

## Osoby związane z miejscowością
- Robert Cena (1863–1945)[37] – poseł do parlamentu austriackiego (1897–1900).
- prof. Kazimierz Kopecki[38][39](1904–1984)
- prof. Mieczysław Cena[40] (1908–1990),
- doc. Jerzy Kuźniarz (1935–1988), chirurg
- ks. dr Antoni Cena[41] (1926–1997),
- dr Anna z Kopeckich Bogdańska-Zarembina (1932–1996) – pedagog
- Ida z Turnaów Kopecka (1975–1955) – działaczka społeczna
- Tomasz Kuźniarz (1905–1979) – polityk.
- Adam Serdeczny (1935–2009)[42], autor dwóch wydań monografii Morawska.

## Sport
W Morawsku od 1949 roku istnieje drużyna piłkarska pod nazwą "Płomień Morawsko". W sezonie 2018/2019 seniorska drużyna gra w lidze okręgowej w grupie Jarosław, natomiast zespół juniorów starszych Płomienia (U-19) w sezonie 2018/2019 występuje w lidze okręgowej w grupie Jarosław. Stadion klubu ma oświetlenie i trybunę na ok. 200 miejsc.